# Live... At Last
Live... At Last è un DVD di Cyndi Lauper, pubblicato nel 2004 dalla Epic Music Video/Daylight.

## Il DVD
Il DVD di Live... At Last contiene il concerto tenuto l'11 marzo 2004 da Cyndi Lauper al Townhall di New York, ed include alcuni extra.

## Concerto
- Intro

1. At Last
2. Stay
3. I Drove All Night
4. If You Go Away
5. All Through The Night
6. Walk On By
7. Don't Let Me Be Misunderstood
8. She Bop
9. Sisters of Avalon
10. Change of Heart
11. True Colors
12. Shine
13. It's Hard to Be Me
14. Money Changes Everything
15. Unchained Melody
16. Time After Time
17. Girls Just Want to Have Fun

- Credits / Outro

## Special Bonus Features
Il DVD ha degli extra:
- Video musicale di "Stay"
- Behind The Scenes:

making of del materiale video usato durante il concerto:
1. Forest Park
2. Driving with Cyndi
3. Sunday Dinner
4. Broad Channel
5. Shoot It Yourself [with Cyndi and Kevin]

- Discografia

Il DVD ha la seguente caratteristica:
- Alternate angles

Il DVD ha le seguenti opzioni audio:
- PCM stereo
- Dolby Digital 5.1 Surround Sound

Nei capitoli Forest Park, Driving with Cyndi e Sunday Dinner, della sezione extra "Behind The Scenes", Cyndi Lauper racconta qualche aneddoto della sua infanzia e del posto, girando tra le strade del Queens. Nella seconda parte dello speciale Broad Channel e Shoot It Yourself [with Cyndi and Kevin], Cyndi Lauper aiutata insieme ad alcuni amici, riprende con una telecamera amatoriale alcuni scorci di New York, per utilizzarli durante la serata del concerto.
Nella sezione "Discografia" c'è l'elenco degli album pubblicati dalla Epic (Sony).